# Maurice Troillet
Maurice Troillet (* 17. Juni 1880 in Le Châble; † 20. August 1961 in Lausanne) war ein Schweizer Politiker (CVP).

## Politischer Werdegang
Von 1905 bis 1909 war Troillet Mitglied des Grossen Rates des Kantons Wallis.
Von 1913 bis 1953 war er Mitglied des Staatsrates des Kantons Wallis, wo er dem Departement des Innern vorstand.
Von 1921 bis 1925 und von 1928 bis 1943 war er Mitglied des Nationalrats (1936–1937 Präsident) und von 1943 bis 1955 Mitglied des Ständerats.
Er kandidierte bei den Bundesratswahlen von 1940, wurde aber nicht gewählt.

## Positionen in landwirtschaftlichen Institutionen
Beim Schweizerischen Bauernverband war Troillet von 1920 bis 1935 Mitglied des Ausschusses und von 1935 bis 1961 Mitglied des Leitungsausschusses. Bis 1961 war er Präsident von Provins.